# Rhopalomyia luetkemuelleri
Rhopalomyia luetkemuelleri är en tvåvingeart som beskrevs av Thomas 1893. Rhopalomyia luetkemuelleri ingår i släktet Rhopalomyia och familjen gallmyggor.
Artens utbredningsområde är Österrike. Inga underarter finns listade i Catalogue of Life.